# سیگار کشیدن معکوس
سیگار کشیدن معکوس نوعی سیگار کشیدن است که در آن انتهای سوخته برگ تنباکو پیچ خورده به جای بخش خاموش سیگار در دهان قرار می‌گیرد. در برخی از مناطق آندرا پرادش، هند و فیلیپین انجام می‌شود. سیگار کشیدن معکوس به عنوان یک عامل خطر برای سرطان دهان در نظر گرفته می‌شود.